# Paraíso Chicotánil
Paraíso Chicotánil är en ort i Mexiko.   Den ligger i kommunen Sitalá och delstaten Chiapas, i den sydöstra delen av landet, 800 km öster om huvudstaden Mexico City. Paraíso Chicotánil ligger 935 meter över havet och antalet invånare är 129.
Terrängen runt Paraíso Chicotánil är huvudsakligen kuperad, men åt sydväst är den bergig. Runt Paraíso Chicotánil är det glesbefolkat, med 16 invånare per kvadratkilometer. Närmaste större samhälle är Yajalón, 18,0 km norr om Paraíso Chicotánil. I omgivningarna runt Paraíso Chicotánil växer i huvudsak städsegrön lövskog.